# Кожешинек
Кожешинек (пол. Korzeszynek) — село в Польщі, у гміні Любранець Влоцлавського повіту Куявсько-Поморського воєводства.
У 1975-1998 роках село належало до Влоцлавського воєводства.